# 郭浩 (宋朝)
郭浩（1087年—1145年），字充道，德順軍隴干城（今宁夏隆德县）人，南宋初年将领。

## 生平
宋徽宗時從軍，以父郭成蔭任三班奉職，充環慶路第五將部將，嘗率百騎抵靈州城下，西夏人以千騎追之，郭浩手斬二騎，以首還。充渭州兵馬都監。從种師道進築靈平砦，敵據塞水源，以渴我師，郭浩率精騎數百奪之。敵攻石尖山，郭浩冒陣而前，流矢中左肋，怒不拔，奮力大呼，得賊乃已；諸軍從之，敵遁去，由是知名。累遷中州刺史（階官，遙郡刺史）。宋欽宗即位，進安州团练使（階官，遙郡團練使）。建炎元年（1127年），為知原州事。二年（1128年）升任泾原路兵马钤辖、知涇州事。三年（1129年）二月，泾州防御使、陕西节制使司都统制兼鄜延路经略安抚使曲端以郭浩权鄜延路经略安抚使司公事。同年冬知樞密院事、川陕宣抚处置使张浚命郭浩为秦凤路提点刑狱公事、知秦州事，权秦凤路经略安抚使。四年（1130年）九月，参与富平之战抗击金国，戰後郭浩與吳玠隨方捍禦，蜀以安全。第功，遷正任防禦使（階官，從五品）。后参与和尚原之战、杀金坪之战，历任知鳳翔府事、知利州事。
紹興元年（1131年）五月，金人破饒風嶺，寇洋州，入鳳州，攻和尚原。郭浩與吳璘往援，斬獲萬計，遷邠州觀察使（階官，正任觀察使，正五品）。三年（1133年）六月，徙知興元府事。饑民相聚米倉山為亂，郭浩討平之。十一月，為利州路經略安撫使、知利州事。四年（1134年）二月，金人以步騎十余萬破和尚原，進窺川口，抵殺金平，郭浩與吳玠大破之。十二月，遷彰武軍承宣使（階官，正任承宣使，正四品）。因和吴玠关系不好，六年（1136年）七月，改知金州事兼永兴军路经略安抚使。八年（1138年），宋金第一次议和，以伪齐原辖区归南宋。九年（1139年）二月，除陝西路宣撫使司判官。未機，陞龍衛神衛四廂都指揮使（軍職，從五品）、陕西宣谕使，許量帶親兵以行，事畢赴行在。七月，朝廷派郭浩去新收复地区，授鄜延路经略安抚使、知延安府事、同节制陕西诸路军马。十年（1140年）三月，郭浩以枢密院都统制任知永兴军路事、永兴军路经略安抚使兼节制陕西诸路军马。五月，郭浩在延安还未来及到永兴军路到任时，金军撕毁盟约，从河中府渡过黄河侵入陕西，占领永兴军路等地。六月，郭浩率所部南下，攻占醴州，击败围攻耀州的金军。朝廷任命郭浩与吴璘、杨政三将为节度使，郭浩升领奉国军节度使（階官，從二品）、侍卫親軍步军司都虞候（軍職，從五品）。金军占领陕西大部，郭浩改任知金州事，带永兴军路经略安抚使、节制陕西、河东军马。十一年（1141年）十月，郭浩收复商、华、虢州，但年底宋金绍兴和议后，这些地区又被划归金國。郭浩以枢密院都统制任知金州事兼金、房、开、达州经略安抚使，为南宋川陕防线三大將之一。十四年（1144年）召見，拜檢校少保。十五年（1145年）十一月卒，年五十九，贈檢校少師，谥号恭毅。

## 家族親屬
- 曾祖：郭貴，贈太子少保
- 曾祖母：王氏，贈永嘉郡夫人
- 祖父：郭用，贈太子少傅
- 祖母：趙氏，贈齊安郡夫人
- 父：郭成[1]，終官客省使、雄州防禦使、涇原路兵馬鈐轄、贈太師
- 前母：趙氏，贈蜀國夫人
- 生母：范氏，贈漢國夫人
- 兄：郭溱[2]
- 弟：郭沔[3]
- 妻：張氏，贈和義郡夫人
- 妻：折氏[4]，贈咸安郡夫人
- 子：郭棣，終官殿前司副都指揮使、提舉江州太平興國宮、以利州觀察使致仕、特追贈寧遠軍承宣使
  - 孫：郭倪[5]
  - 孫：郭倬[6]
  - 孫：郭僎[5]
- 子：郭杲，終官太尉、殿前司副都指揮使、武康軍節度使、興州駐扎御前諸軍都統制
  - 孫：郭倓
- 子：郭果

## 延伸阅读
[在维基数据编辑]
 《宋史·卷367》，出自脱脱《宋史》

## 來源
1. ↑  《宋史》卷350
2. ↑  《汉滨集》卷15
3. ↑  《宋史》卷382
4. ↑  《姑溪居士后集》卷二十
5. 1 2  《两朝纲目备要》卷6
6. ↑  《桯史》卷十四